# Недведь, Георгий Константинович
Георгий Константинович Недзьведь (бел. Недзьведзь Георгій Канстанцінавіч; 21 марта 1938, Пинск, Польша — 1 декабря 2019, Минск, Белоруссия) — доктор медицинских наук, профессор, лауреат Государственной премии Республики Беларусь, врач-невролог высшей квалификационной категории.

## Биография
Родился в г. Пинске Полесского воеводства, 21 марта 1938 года, в семье служащего.
С 1945 г. по 1952 г. учился в СШ № 3 г. Пинска.
Окончил Пинское медицинское училище в 1955 году, Минский медицинский институт в 1961 году, клиническую ординатуру по неврологии в Белорусском институте усовершенствования врачей в 1966 году.
Работал заведующим Бродницким сельским врачебным участком Ивановского района Брестской области с 1.08.1961 г. по 31.07.1962 г. невропатологом Ивановской центральной районной больницы с 1.08.1962 г. по 31.08.1964 г. Обучался в клинической ординатуре по неврологии при Белорусском институте усовершенствования врачей с 1.09.1964 г. по 31.08.1966 года. С 1.09.1966 г. по 31.12.1966 г. работал невропатологом в Минской областной клинической больнице. Работал в неврологическом отделе НИИ неврологии, нейрохирургии и физиотерапии с 1.01.1967 года — младшим, а с 1974 года — старшим научным сотрудником. С 1977 года руководителем неврологического отделения, а с марта 1997 г. по 2005 г. — руководителем неврологического отдела института.
На протяжении последних 14 лет являлся главным научным сотрудником, научным консультантом консультативно-поликлинического отделения, куратором неврологического отделения № 3 неврологического отдела Республиканского научно-практического центра неврологии и нейрохирургии.(РНПЦ Неврологии и Нейрохирургии)

## Научная деятельность
В 1976 г. защитил кандидатскую диссертацию на тему: «Структура и функция метохондрий головного мозга при экспериментальном аллергическом энцефаломиелите».
В 1991 году защитил докторскую диссертацию на тему: «Некоторые вопросы этиологии, патогенеза и лечения неврологических проявлений поясничного остеохондроза (клинико-генетическое, иммуногенетическое исследование)».
Является соавтором метаболической гипотезы демиелинизации. Предложил концепцию клинического полиморфизма остеохондроза позвоночника, систему этапного оказания медицинской помощи больным с этой патологией, новые подходы к тракционному лечению и устройство для его реализации, использовать низкоинтенсивное лазерное излучение для реабилитации неврологических больных.
Автор 16 изобретений (из них 2 патента РФ), 31 рационализаторского предложения. Опубликовал 275 работ, из них 1 учебно-методическое пособие, 22 методических рекомендации. Подготовил 7 кандидатов медицинских наук.
С 2001 года являлся руководителем Республиканского центра рассеянного склероза. На съезде неврологов и нейрохирургов Республики Беларусь (15-16 января 2003 года) был избран председателем Республиканского общества неврологов.

## Награды и признание
- В 1994 г. награждён Почетной грамотой Верховного Совета Республики Беларусь.
- За цикл научных трудов «Патогенез, клиника и диагностика неврологических проявлений остеохондроза позвоночника» получил с соавторами (Антонов Игнатий Петрович и др.) в 1994 году присуждена Государственная премия Республики Беларусь в области науки и техники.
- За большой вклад в практическое здравоохранение в 2002 году была выделена стипендия Президента Республики Беларусь.